# Oster
Oster (em ucraniano:   Осте́р; em russo:   Остёр) é uma cidade da Ucrânia, situada no Oblast de Tchernihiv. Tem 14,13 km² de área e sua população em 2020 foi estimada em 5.727 habitantes.